# ختان يسوع

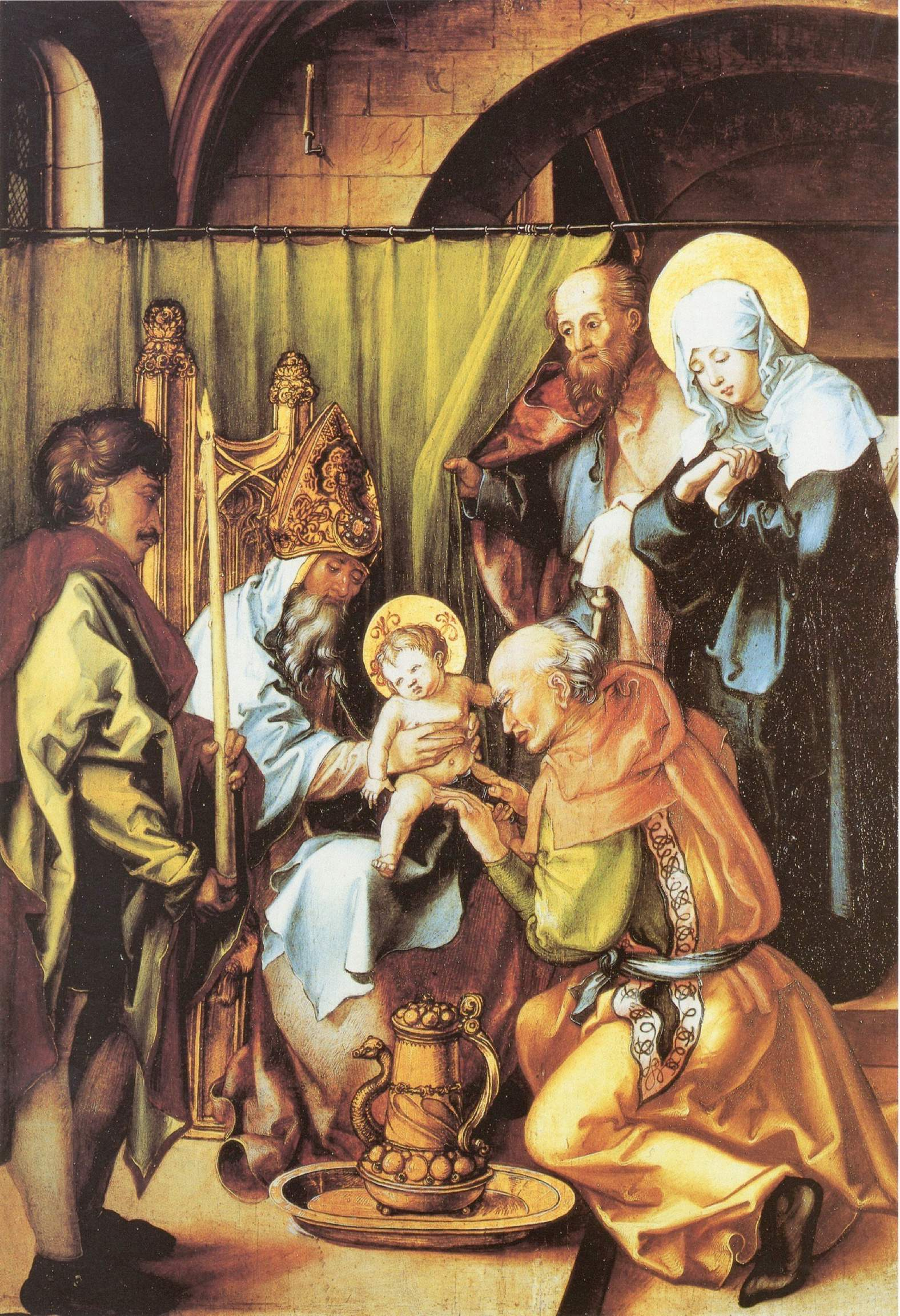
ختان المسيح بريشة آلبرخت دورر 1497.

ختان يسوع هو حدث من حياة يسوع الناصري وفقًا لإنجيل لوقا، وذلك بعد 8 أيام من ميلاده وفقًا للشرائع اليهودية، إذ يلزم وفقًا للشريعة ختان الأطفال من الذكور بعد ثمانية أيام من ولادتهم؛ وعقب الختان يُعطى الطفل أسمه. وبالتالي أخذ يسوع اسمه في يوم ختانه.
ختان المسيح أصبح موضوعًا شائعًا في الفن المسيحي منذ القرن العاشر، كحدث من الأحداث الهامة في حياة يسوع التي في كثير من الأحيان صورت من قبل الفنانين. كان ينظر اليه في البداية فقط باعتباره مشهد من عدة مشاهد وموضوعات فنيّة، ولكن بحلول عصر النهضة فقد تم معاملته على أنه موضوع فردي ورئيسي تمثل في لوحات فنية خاصة به.
تحتفل الكنيسة الأرثوذكسية الشرقية في ذكرى الختان وذلك في الأول من يناير.

## معرض صور

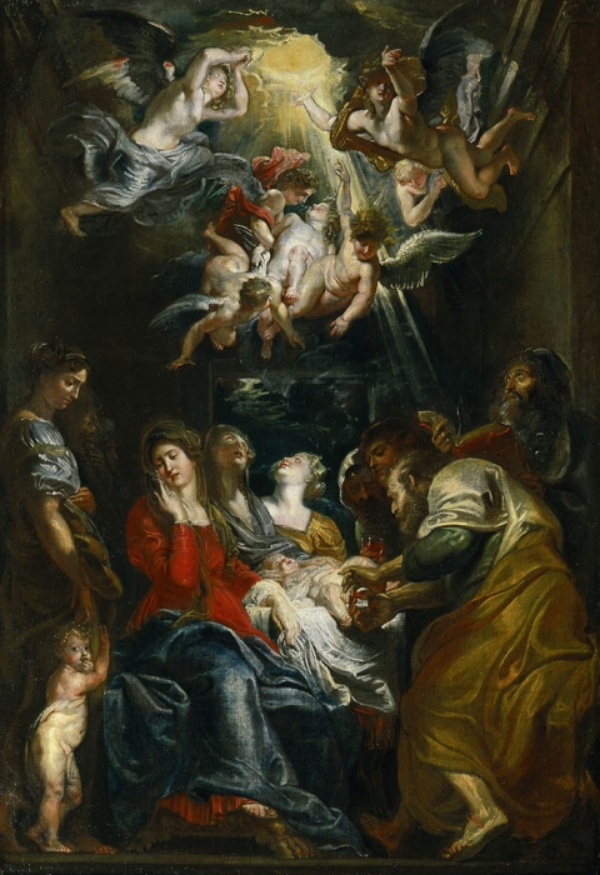
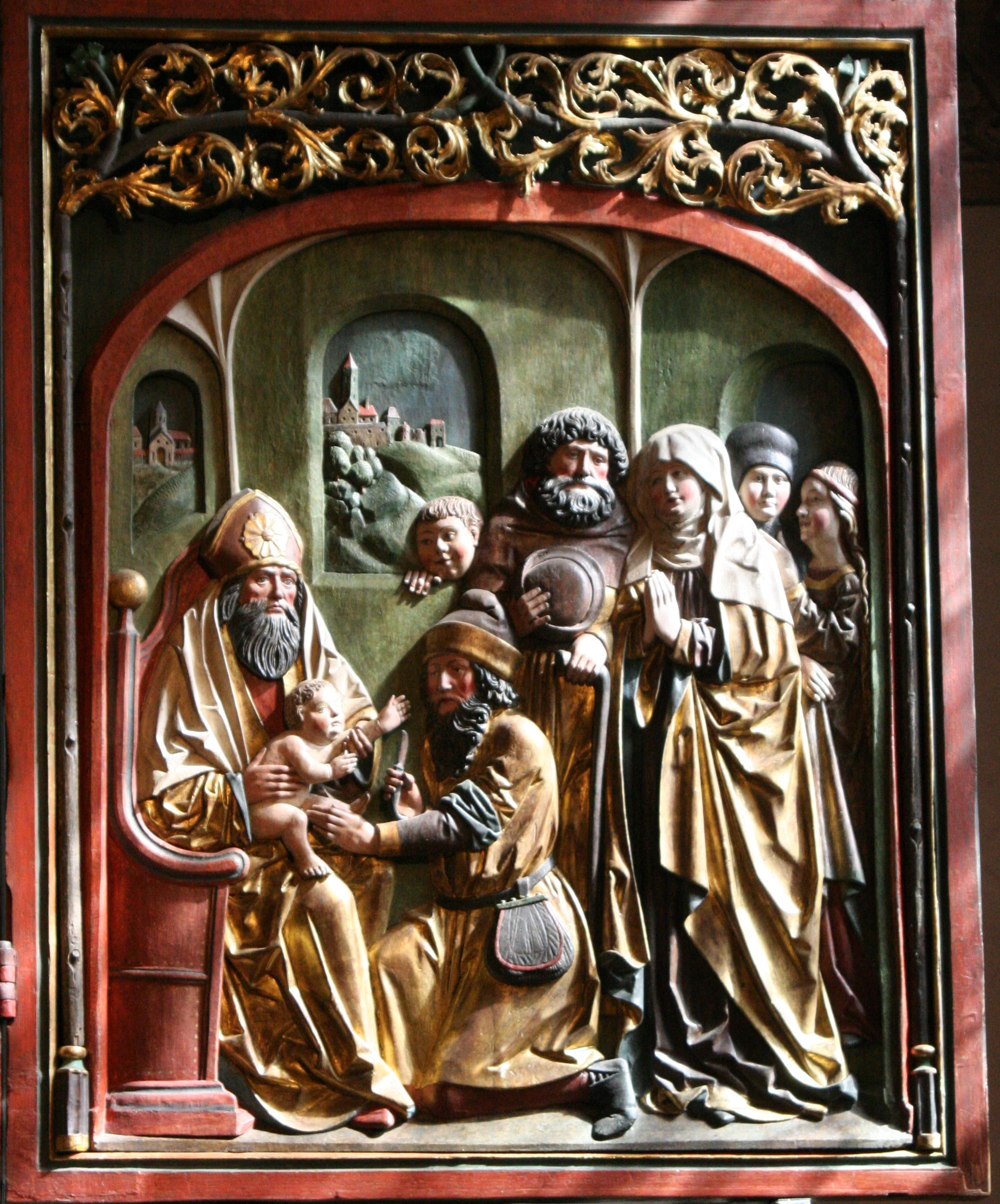
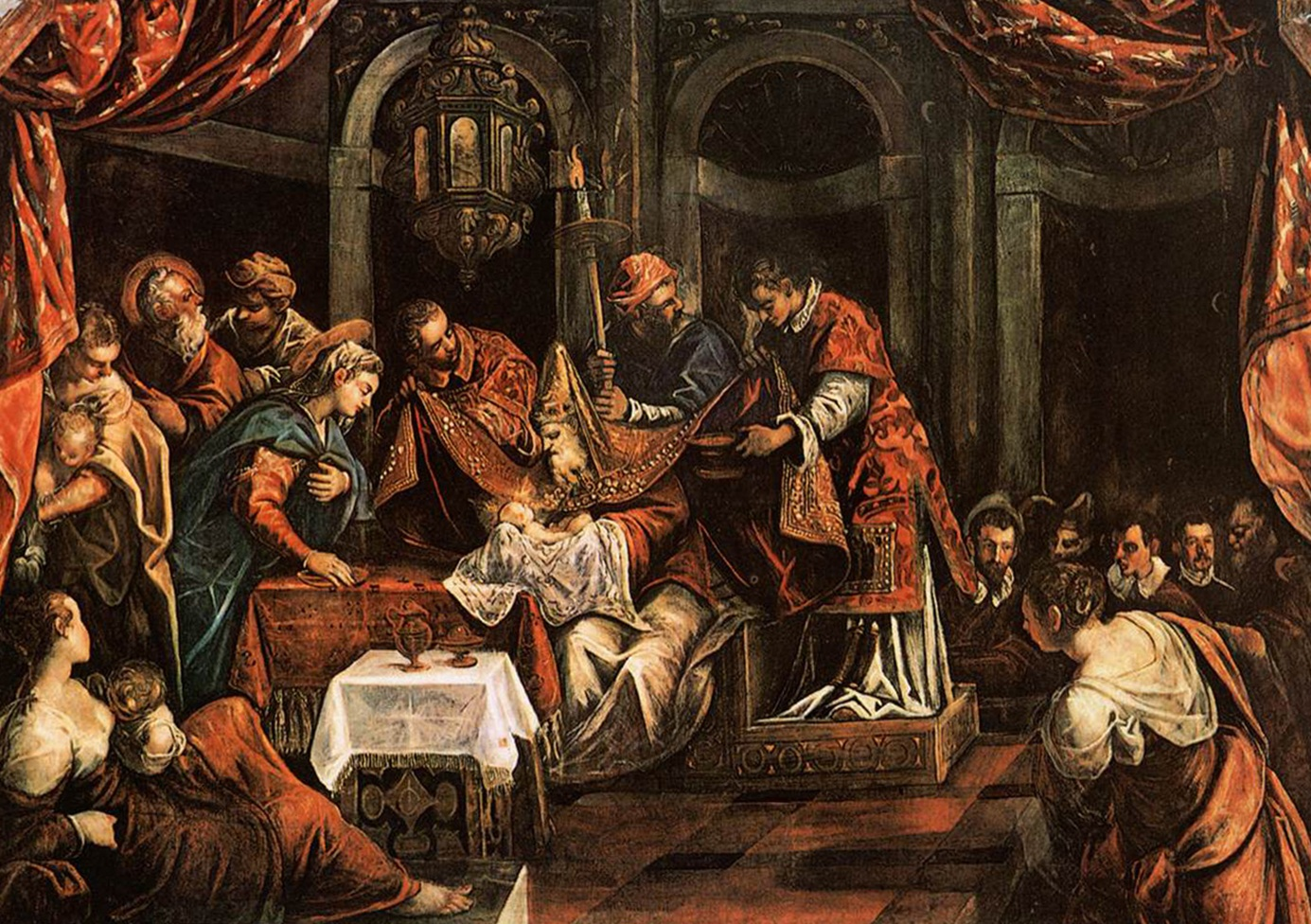
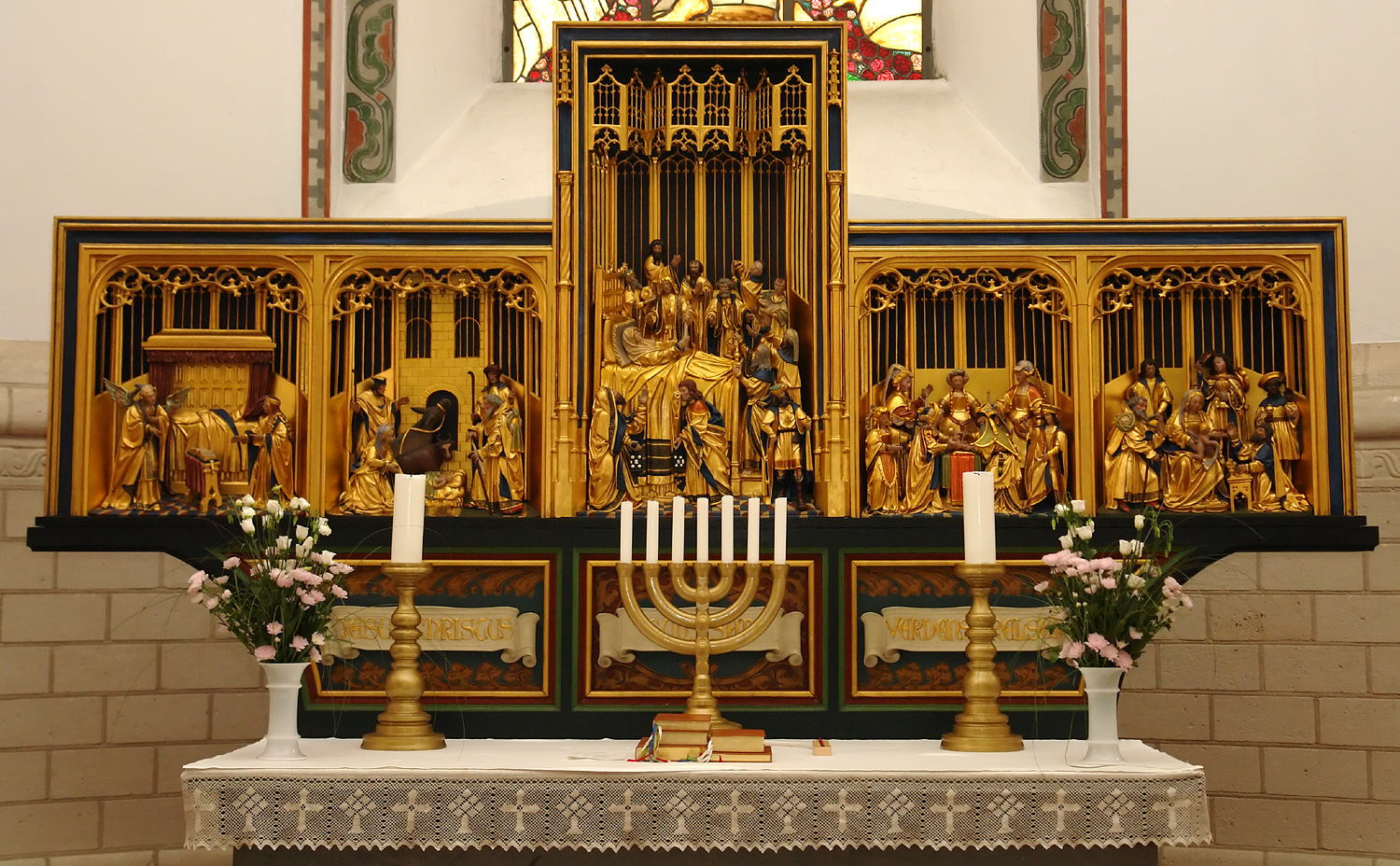

## انظر ايضًا
- عيد الختان
- قلفة يسوع
- الختان في المسيحية